# 그레이트 짐바브웨
그레이트 짐바브웨(Great Zimbabwe)는 철기 시대 후기에 짐바브웨 왕국의 수도였던 폐허 도시이다. 이 유적은 11세기에 건축이 시작되어 14세기까지 지어졌는데, 그 넓이는 722 헥타르(1780 에이커)에 달해 전성기에는 18,000명의 인구를 수용할 수 있었다. 그레이트 짐바브웨는 짐바브웨 군주의 왕궁으로서 기능했으며 그 정치적 권력의 소재지로 사용되었을 것이다. 이 유적의 가장 특징적인 점은 그 벽에 있는데, 모르타르를 전혀 쓰지 않고 돌벽을 11미터 높이까지 쌓아올렸다.벽에는 여러 가지 무늬가 있는데,이 무늬가 벽을 강하게 해주는 역할을 했다.그레이트 짐바브웨의 벽은 왕과 왕실을 보호하기 위해서 만들어졌다.이 벽은 250m의 길이를 가지고 있으며 아직도 무너지지 않고 서있다. 세월이 흐르자 도시는 결국 버려졌으며, 폐허로 영락했다.
폐허는 1871년에 이 지역을 탐사하던 유럽인들에 의해 처음 발견되었다. 유적은 고고학적으로 큰 논쟁에 휩싸였는데, 당시 로디지아 정부 측에서 흑인들이 이런 건축물을 지을리 없다고 고고학자들에게 정치적 압력을 행사했기 때문이다. 그레이트 짐바브웨는 짐바브웨 정부에 의해 국정 기념물로 지정되었으며, 나라 이름도 이 유적에서 따 붙인 것이다. ‘그레이트’라는 말은 이 유적을 짐바브웨 하이펠트 고지대에 산재해 있는 숱한 작은 폐허들과 구분해 준다. 남부 아프리카에는 그레이트 짐바브웨 말고도 짐바브웨의 붐부시(Bumbusi), 모잠비크의 마니이케니(Manyikeni) 등 모르타르 없이 쌓은 석조 유적이 200여개 더 존재하지만, 그레이트 짐바브웨가 그 중 단연 가장 거대하다.